# Вальмала (Бургос)
Вальмала (ісп. Valmala) — муніципалітет в Іспанії, у складі автономної спільноти Кастилія-і-Леон, у провінції Бургос. Населення — 33 особи (2010).
Муніципалітет розташований на відстані близько 210 км на північ від Мадрида, 35 км на схід від Бургоса.

## Демографія
Динаміка населення (INE ):